# Erythridula lemnisca
Erythridula lemnisca är en insektsart som först beskrevs av Mcatee 1926.  Erythridula lemnisca ingår i släktet Erythridula och familjen dvärgstritar. Inga underarter finns listade i Catalogue of Life.